# Miquel Mas Gayà
Miquel Mas Gayà (Manacor, 13 de juliol de 1943) va ser un ciclista en pista balear. El seu triomf més important fou el campionat del món darrere moto stayer l'any 1965 a Sant Sebastià.
L'any 1967 es va haver retirar per culpa d'una malaltia relacionada amb el fetge, a causa d'una apendicitis mal curada.
Va participar en la fundació de la Societat Esportiva Ciclista de Manacor, actualment Penya Ciclista.

## Palmarès
- 1962
  - Campió d'Espanya de fons en pista
- 1963
  - Campió d'Espanya darrere moto comercial
- 1964
  -  Campió d'Espanya de persecució
  - Campió d'Espanya darrere moto comercial
- 1965
  -  Campió del món amateur darrere moto stayer a Sant Sebastià